# Liste der Baudenkmale in Lastrup
Die Liste der Baudenkmale in Lastrup enthält Baudenkmale der niedersächsischen Gemeinde Lastrup und den Dörfern Groß-Roscharden, Hemmelte, Klein-Roscharden, Kneheim, Matrum, Nieholte, Schnelten, und Timmerlage. In den Dörfern Hammel, Hammesdamm, Hamstrup, Norwegen, Oldendorf und Suhle befinden sich keine Baudenkmale. Der Stand der Liste ist das Jahr 2018.

## Groß Roscharden
| Lage                                            | Bezeichnung                  | Beschreibung | ID | Bild |
| ----------------------------------------------- | ---------------------------- | ------------ | -- | ---- |
| Linderner Straße 28 52° 48′ 17″ N, 7° 50′ 47″ O | Wohn- und Wirtschaftsgebäude | [ 1 ]        |    | BW   |
| Linderner Straße 33 52° 48′ 21″ N, 7° 50′ 39″ O | Hofanlage                    | [ 1 ]        |    | BW   |
| Sigge 6 52° 47′ 57″ N, 7° 49′ 54″ O             | Wohn- und Wirtschaftsgebäude | [ 1 ]        |    | BW   |
| Zur Kleinbahn 1 52° 48′ 13″ N, 7° 50′ 31″ O     | Wohn- und Wirtschaftsgebäude | [ 1 ]        |    | BW   |
| Zur Kleinbahn 3 52° 48′ 9″ N, 7° 50′ 28″ O      | Remise                       | [ 1 ]        |    | BW   |

## Hemmelte
| Lage                                         | Bezeichnung                  | Beschreibung       | ID | Bild |
| -------------------------------------------- | ---------------------------- | ------------------ | -- | ---- |
| Am Kirchplatz 52° 46′ 48″ N, 7° 58′ 8″ O     | Herz-Jesu-Kirche             | Katholische Kirche |    |      |
| Bundesstraße 68 52° 46′ 41″ N, 7° 58′ 10″ O  | Kilometerstein               | [ 1 ]              |    |      |
| Bahnhofstraße 14 52° 46′ 49″ N, 7° 58′ 27″ O | Wohn- und Wirtschaftsgebäude | [ 1 ]              |    | BW   |
| Bahnhofstraße 18 52° 46′ 49″ N, 7° 58′ 36″ O | Wohn- und Wirtschaftsgebäude | [ 1 ]              |    | BW   |

## Klein Roscharden
| Lage                                      | Bezeichnung                  | Beschreibung | ID | Bild |
| ----------------------------------------- | ---------------------------- | ------------ | -- | ---- |
| Rossegarden 5 52° 48′ 31″ N, 7° 51′ 59″ O | Wohn- und Wirtschaftsgebäude | [ 1 ]        |    | BW   |
| Windhaus 1 52° 49′ 3″ N, 7° 51′ 26″ O     | Hofanlage                    | [ 1 ]        |    | BW   |

## Kneheim
| Lage                                      | Bezeichnung      | Beschreibung       | ID | Bild |
| ----------------------------------------- | ---------------- | ------------------ | -- | ---- |
| Dorfstraße 37 52° 48′ 32″ N, 7° 56′ 52″ O | ehemalige Schule | [ 1 ]              |    | BW   |
| Kirchweg 3 52° 48′ 32″ N, 7° 56′ 59″ O    | St. Michael      | Katholische Kirche |    | BW   |
| Wulferskamp 1 52° 48′ 27″ N, 7° 57′ 7″ O  | Landarbeiterhaus | [ 1 ]              |    | BW   |

## Lastrup
| Lage                                                        | Bezeichnung                             | Beschreibung       | ID | Bild |
| ----------------------------------------------------------- | --------------------------------------- | ------------------ | -- | ---- |
| Adenauerstraße/Molberger Straße 52° 47′ 52″ N, 7° 51′ 45″ O | Friedhof St. Petrus                     | [ 1 ]              |    | BW   |
| Alte Reichsstraße 6 52° 47′ 50″ N, 7° 52′ 3″ O              | ehemaliges Wohn- und Wirtschaftsgebäude | [ 1 ]              |    | BW   |
| Am Marktplatz 1 52° 47′ 48″ N, 7° 51′ 52″ O                 | ehemalige Villa                         | [ 1 ]              |    | BW   |
| Hamstruper Straße 12 52° 47′ 35″ N, 7° 51′ 39″ O            | Hofanlage                               | [ 1 ]              |    | BW   |
| Kirchstraße 1 52° 47′ 42″ N, 7° 51′ 50″ O                   | Wohn- und Geschäftshaus                 | [ 1 ]              |    | BW   |
| Vlämische Straße 38 52° 47′ 49″ N, 7° 51′ 55″ O             | Ehemaliges Wohnhaus                     | [ 1 ]              |    | BW   |
| Wallstraße 2 52° 47′ 43″ N, 7° 51′ 54″ O                    | St. Petrus                              | Katholische Kirche |    |      |

## Matrum
| Lage                                 | Bezeichnung                  | Beschreibung | ID | Bild |
| ------------------------------------ | ---------------------------- | ------------ | -- | ---- |
| Hemstett 2 52° 49′ 8″ N, 7° 55′ 4″ O | Wohn- und Wirtschaftsgebäude | [ 1 ]        |    | BW   |

## Nieholte
| Lage                                                       | Bezeichnung    | Beschreibung | ID | Bild |
| ---------------------------------------------------------- | -------------- | ------------ | -- | ---- |
| Bundesstraße 213, Kilometer 60 52° 48′ 45″ N, 7° 54′ 55″ O | Kilometerstein | [ 1 ]        |    | BW   |
| Nieholter Straße 18 52° 48′ 50″ N, 7° 56′ 27″ O            | Wohnhaus       | [ 1 ]        |    | BW   |

## Schnelten
| Lage                                     | Bezeichnung                  | Beschreibung | ID | Bild |
| ---------------------------------------- | ---------------------------- | ------------ | -- | ---- |
| Hoher Weg 3 52° 47′ 50″ N, 7° 54′ 5″ O   | Hofanlage                    | [ 1 ]        |    | BW   |
| Mühlendamm 6 52° 48′ 34″ N, 7° 55′ 33″ O | Wohn- und Wirtschaftsgebäude | [ 1 ]        |    | BW   |

## Timmerlage
| Lage                                   | Bezeichnung                  | Beschreibung | ID | Bild |
| -------------------------------------- | ---------------------------- | ------------ | -- | ---- |
| Hemstett 7 52° 49′ 10″ N, 7° 54′ 10″ O | Wohn- und Wirtschaftsgebäude | [ 1 ]        |    | BW   |